# Виноградовское сельское поселение (Хабаровский край)
Виноградовское се́льское поселе́ние — муниципальное образование в Вяземском районе Хабаровского края Российской Федерации.
Образовано в 2004 году.
Административный центр — село Виноградовка.

## Население
| 2010 | 2011 | 2012 | 2013 | 2014 | 2015 | 2016 |
| ---- | ---- | ---- | ---- | ---- | ---- | ---- |
| 249  | →249 | ↘247 | ↘242 | ↘239 | ↗251 | ↘249 |
| 2017 | 2018 | 2019 | 2020 | 2021 |      |      |
| ↘232 | ↘221 | ↘209 | ↘179 | ↘172 |      |      |

## Населённые пункты
В состав поселения входят 2 населённых пункта:
| № | Населённый пункт | Тип             | Население |
| - | ---------------- | --------------- | --------- |
| 1 | Виноградовка     | село            | ↘140      |
| 2 | Котиково         | посёлок станции | ↘32       |